# C. M. Pennington-Richards
Cyril Montague Pennington-Richards (* 17. Dezember 1911 in London-South Norwood,  Vereinigtes Königreich; † 2. Januar 2005 in Chichester, Sussex) war ein britischer Kameramann und Filmregisseur.

## Leben und Wirken
Pennington-Richards begann seine berufliche Laufbahn in den 1930er Jahren mit der Herstellung von religiösen Informationsfilme für J. Arthur Ranks Religious Film Society. 1938 fing er an, als Spielfilmkameramann zu arbeiten. Während des Zweiten Weltkriegs holte ihn die Crown Film Unit und ließ den gebürtigen Londoner deren propagandistischen Dokumentar- und Informationsfilme, darunter auch Fires Were Started, ablichten. Nach Kriegsende kehrte Pennington-Richards rasch zum Unterhaltungsfilm zurück und fotografierte mit einigem Können vor allem düstere Schwarz-Weiß-Stoffe wie die Schauergeschichte Der Wahnsinn des Dr. Clive, Edward Dmytryks Sozialdrama Haus der Sehnsucht, eine von der Kritik als sehr gelungen gepriesene Scrooge-Verfilmung und die erste Kinoversion von George Orwells dystopischem Zukunftsroman 1984. Seine Karriere als Kameramann schloss er zum Jahresende 1956 mit einer Tarzan-Verfilmung weitgehend ab.
Seit 1957 konzentrierte sich Pennington-Richards auf die Film- und Fernsehregie, allerdings ohne dort irgendetwas bedeutsames zu leisten. Er drehte vor allem billig hergestellte Komödien und Kindergeschichten aber auch Kriegs- und Abenteuerfilme. 1967 zog er sich nach einem Robin-Hood-Streifen vorläufig aus dem Filmgeschäft zurück, zehn Jahre darauf endgültig. Für das British Film Institute gab C. M. Pennington Richards 1990 in einem Audiomitschnitt Auskunft über sein Leben als Filmschaffender.

## Filmografie
als Chefkameramann (Auswahl)
- 1937: William Tindale (Kurzfilm)
- 1938: Ireland’s Border Line
- 1942: Builders (Kurzdokumentarfilm)
- 1943: Fires Were Started (Dokumentarfilm)
- 1944: Out of Chaos (Kurzdokumentarfilm)
- 1946: Theirs Is the Glory (Dokumentarfilm)
- 1947: Die Schwindlerin (The Woman in the Hall)
- 1947: Esther Waters
- 1948: Der Wahnsinn des Dr. Clive (Obsession)
- 1948: Haus der Sehnsucht (Give Us This Day)
- 1950: The Wooden Horse
- 1951: Serum 703 (White Corridors)
- 1951: Eine Weihnachtsgeschichte (Scrooge)
- 1952: Treasure Hunt
- 1952: Sekunden der Verzweiflung (Desperate Moment)
- 1953: Always a Bride
- 1953: Die Burg der Verräter (Star of India)
- 1954: Verbotene Fracht (Forbidden Cargo)
- 1954: Die Erbschaft der Tante Clara (Aunt Clara)
- 1955: 1984 (1984)
- 1956: It’s Never Too Late
- 1957: Tarzan und die verschollene Safari (Tarzan and the Lost Safari)
- 1961: Ein sonderbarer Heiliger (The Reluctant Saint)

als Regisseur:
- 1953: The Oracle
- 1957: The New Adventures of Martin Kane (Fernsehserie)
- 1957: Hour of Decision
- 1958: Stormy Crossing
- 1959: Inn for Trouble
- 1961: Double Bunk
- 1961: Die Creme, von der man spricht (Dentist on the Job)
- 1962: Die letzte Fahrt von U 153 (Mystery Submarine)
- 1963: Ladies Who Do
- 1962–65: Kennziffer 01 (Zero One) (Fernsehserie)
- 1967: Robin Hood, der Freiheitsheld (A Challenge for Robin Hood)
- 1967: Danny the Dragon
- 1976: Sky Pirates